# Barbie: Explorer
Barbie: Explorer ist ein Action-Adventure, das von Runecraft entwickelt und von Vivendi Universal Games veröffentlicht wurde.

## Spielprinzip
In Barbie: Explorer steuert der Spieler die Protagonistin Barbie aus einer Third-Person-Perspektive. Die virtuelle Welt, in der sich der Spieler bewegt, ist komplett in 3D-Computergrafik gehalten. Die Protagonistin hat keine Angriffsfähigkeiten. Der Spieler muss stattdessen Rätsel lösen und Plattformen überwinden, um ans Ende des Levels zu gelangen.
Die Hauptgefahren im Spiel sind Tiere (wie Kamele, Elefanten und Ziegen), die den Spieler nicht aktiv angreifen, sondern durch die Umgebung streifen. In diesem Spiel versucht Barbie ein magisches Artefakt namens „Mystic Mirror“ zu reparieren. Sie besucht folgende Orte: Tibet, Ägypten, Afrika und Babylon. Jeder dieser Orte besteht aus vier Levels, wobei das letzte Level Babylon erst gespielt werden kann, wenn die anderen Artefakte gefunden wurden. Das Spiel endet damit, dass Barbie die Artefakte ins Museum bringt und der Spiegel repariert ist. Die Hauptgefahren im Spiel sind Tiere (wie Kamele, Elefanten und Ziegen), die den Spieler nicht aktiv angreifen, sondern durch die Umgebung streifen. Das Spiel versuchte auf der Welle der Tomb Raider mitzuschwimmen.

## Rezeption
J. M. Vargas von PSX Nation bezeichnete das Spiel als G-rated Tomb-Raider-Klon ohne jegliche Herausforderung und mit einer „unerträglichen“ Steuerung. Sie kritisierten die Grafik, insbesondere die Animation, die sie als grauenhaft bezeichnete. Vargas gab dem Spiel 61 %.
Michael Lafferty von GameZone, war positiver und vergab eine Punktzahl von 8/10. Er ergänzte das Spiel mit den Worten, dass das Spiel zwar vorhersehbar sei, die Action innerhalb der Levels jedoch ununterbrochen sei und es jungen Spielern ein Tomb-Raider-artiges Gameplay biete.